# Mattel

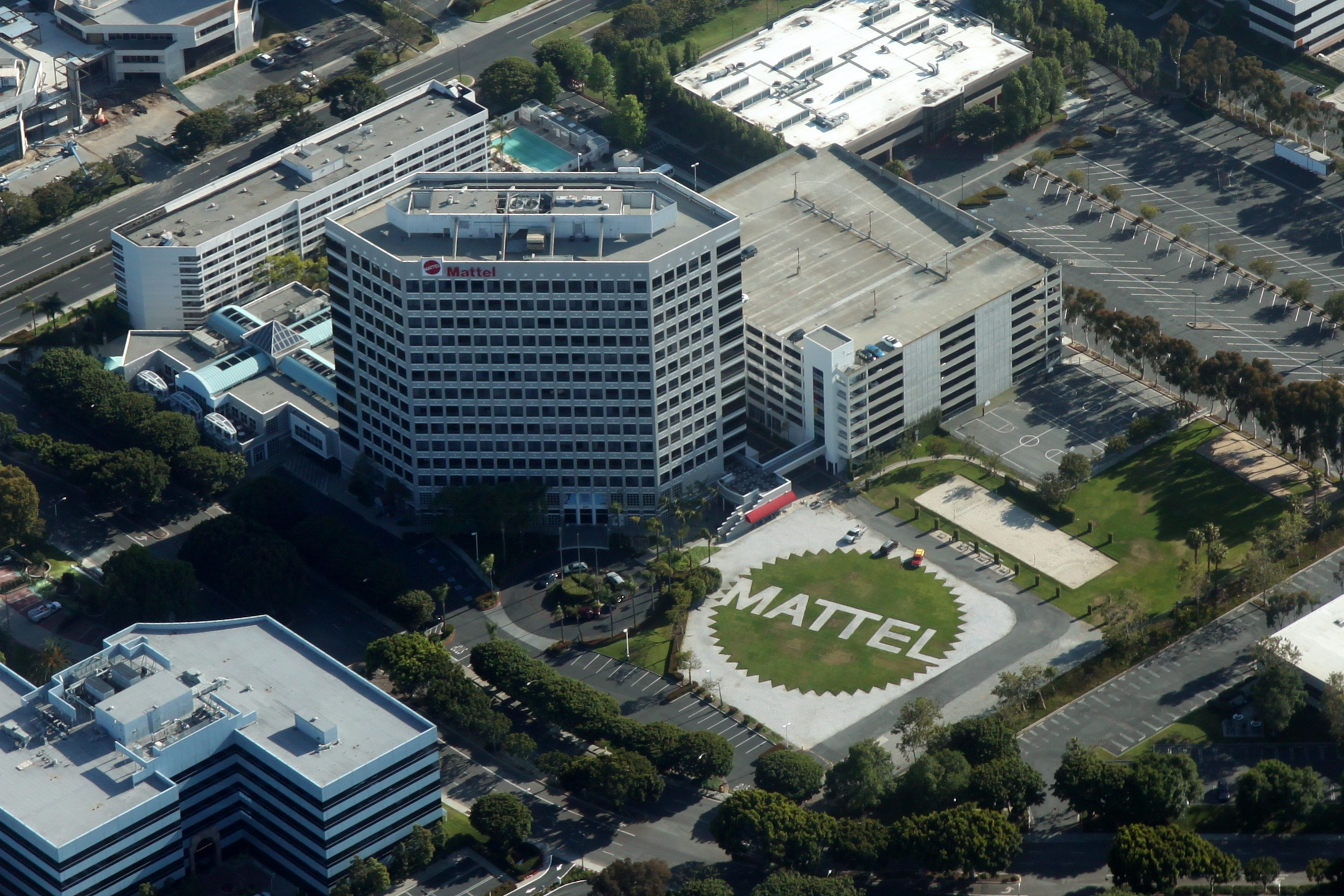
Trụ sở Mattel tại El Segundo, California.

Mattel, Inc. /məˈtɛl/ là một công ty sản xuất đồ chơi của Mỹ được thành lập năm 1945 có trụ sở tại El Segundo, California. Năm 2008, công ty xếp hạng 413 trong Fortune 500. Các sản phẩm và thương hiệu bao gồm Fisher-Price, búp bê Barbie, búp bê Monster High, Hot Wheels, Matchbox, Masters of the Universe, búp bê American Girl, board games, WWE Toys, và các máy chơi game console đầu thập niên 1980.
Tên công ty có nguồn gốc từ Harold "Matt" Matson và Elliot Handler, những người sáng lập nên công ty năm 1945.